# Kertotræ
Kertotræ eller LVL (laminated veneer lumber) er lamineret træ der er utroligt stærkt og dimensionsstabilt. 
Kertotræ er fremstillet af 3 mm tykke granfiner, som limes sammen med fibrene i samme retning, så den dannes en kontinuerlig plade. Træpladen skæres derefter op med fibrene i længderetningen og saves til bjælker, planker eller plader alt efter kundens ønsker. Derved udnyttes styrken optimalt i længderetningen i modsætning til normale krydsfinerplader, hver fibrene i de enkelte finerlag skiftevis vender hver sin vej.
Kertotræ er et homogent materiale uden det naturlige træs svagheder fra knaster. Kertotræ er fuldstændig fri for indre spændinger, og dermed forbliver kertobjælker helt lige uden at slå sig.